# Fighter Squadron 727
Fighter Squadron 727 er en jagereskadrille i flyvevåbnet, hjemmehørende på Flyvestation Skrydstrup. Eskadrillen blev grundlagt d. 1. november 1952 på Flyvestation Karup, hvor de modtog F-84 Thunderjet som en del af Military Assistance Program (MAP). Eskadrillen var fra starten benævnt eskadrille 727, men ændrede 1. januar 2005 navn til Fighter Squadron 727.
I 1959 blev F-84 flyene udskiftet med F-100 Super Sabre.
Den 1. april 1974 flyttede eskadrillen til Flyvestation Skrydstrup.
Den 1. juli 1979 blev eskadrillen delt op i to flights; den ene fortsatte med at flyve med F-100, mens den anden del modtog F-16, som er det eneste kampfly i Danmark i dag. 
Fra oktober 2023 introduceres en ny flytype, F-35 Lightning II. Eskadrillen vil i en overgangsperiode både operere F-16 og F-35.

Galleri
- KR-A F-84 Thunderjet på Aalborg Forsvars- og Garnisonsmuseum
- North American F-100D Super Sabre i 1974
- General Dynamics F-16A Fighting Falcon
- Lockheed Martin F-35A Lightning II